# Les Apatrides
Les Apatrides est une série de bandes dessinées française, parue dans le journal Pif Gadget avant d'être éditée en album en 2008 chez Dante Comics.

## Historique
Cette BD de science-fiction est l'œuvre de Patrice Lesparre (scénario), Chris Malgrain (dessins) et Ant Man (alias Reed Man) et Elodie Ant d'Organic Comix (couleurs). La série est initialement publiée dans Pif Gadget,. En France, elle parait en album en 2008, chez Dante comics.
Cette série sortira aux États-Unis dans le courant de l'année 2009 chez l'éditeur Arcana.

## Albums
- Les Apatrides : Au premier chant des étoiles, Dante Comics, 2008  (ISBN 978-2-9530869-2-8)[3].
- Réédition par INDEEZ en 2012 sous le titre Aujourd'hui la Terre, demain l'univers  (ISBN 979-10-91063-02-9).
- Réédition en 4 volumes par l'éditeur WEBellipses (collection INDEEZ), 2012[4]